# دهستان چهاردانگه (ساری)

موقعیت دهستان چهاردانگهٔ بخش چهاردانگهٔ شهرستان ساری. شهر کیاسر در میانهٔ این دهستان.

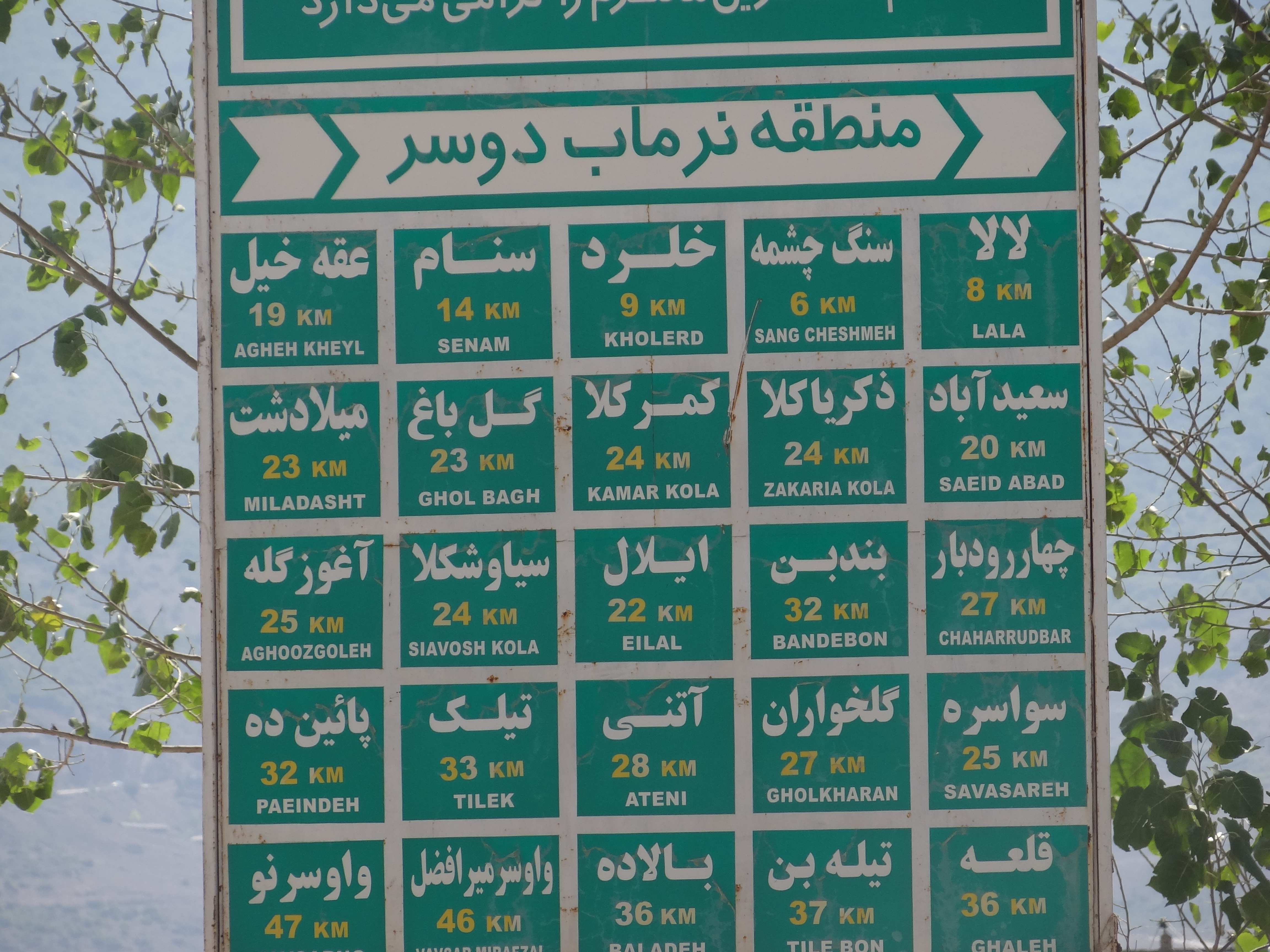

دهستان چهاردانگه، دهستانی است از توابع بخش چهاردانگه شهرستان ساری در استان مازندران.
جمعیت این دهستان بر اساس سرشماری سال ۱۳۹۵ جمعیت آن (۱٬۸۱۰ خانوار) ۴٬۸۶۴ نفر است.
مردم این دهستان به زبان تبری سخن می‌گویند.